# 風渡野
風渡野（ふっとの）は、埼玉県さいたま市見沼区の町丁および大字。現行行政地名は風渡野一丁目・二丁目および大字風渡野。住居表示未実施地区。郵便番号は337-0017。本項では、かつて同地域に存在した北足立郡風渡野村（ふっとのむら）についても記す。

## 地理
埼玉県南部、さいたま市見沼区東部（旧大宮市東部）の主に大宮台地上に位置する。北西側から北側にかけて大字小深作に、北西側と東側で大字東門前の飛地に、南東側で大字東宮下に、南東側から南側にかけて大字東門前に、南西側から西側にかけて大字蓮沼に、西側で堀崎町に隣接する。
北西部を東武野田線（東武アーバンパークライン）が南西側から北東側へ貫き、七里駅がある。南東部を埼玉県道2号さいたま春日部線が南西側から北東側へ貫通、同線上の七里駅入口交差点を起点とする埼玉県道322号東門前蓮田線が北西へ延びる。東部を見沼代用水東縁が南流し、直下には活断層の綾瀬川断層が存在する。この見沼代用水周辺の低地は埋め立てられて宅地に造成されている。
見沼代用水東縁よりも西側は市街化区域に指定されており、東縁以東は市街化調整区域に指定されている。なお、風渡野一丁目・二丁目の成立後、大字風渡野は2つに分断された形態となっている。

### 河川
- 見沼代用水東縁
- 加田屋川

### 地価
住宅地の地価は、2023年（令和5年）1月1日の国土交通省地価公示によれば、大字風渡野字往還下西303番10の地点で12万3000円/m2となっている。

### 小字
- 往還、新川、鷲 ほか
  - 往還地区は上東、上西、下東、下西の4地区に細分化され、新川地区は東西に分かれる。
  - 新川西には「新川西公園」が、鷲には「わし山会館」（自治会館）がある。

## 歴史
かつては武蔵国足立郡南部領、古くは中世末期頃より存在した風渡野郷に属していたという。
江戸時代初期、当村から、門前村（現・大字東門前）、宮下村（現・東宮下）、新堤村（現・大字新堤）の3村が分村した。村高は、正保年間の『武蔵田園簿』では339石余（田13町6反余、畑35町余）、『元禄郷帳』では分村により減少し161石余、『天保郷帳』では162石余であった。助郷は日光御成街道大門宿に出役していたが、宝暦年間は中山道大宮宿にも代出役していた。化政期の戸数は37軒で、村の規模は東西4町、南北8町であった。

### 地名の由来
女性器の古語「ホト」であり、台地に挟まれたこの地域が女性器を連想させるからだといわれる。

### 沿革
- 初めは幕府領、1633年（寛永10年）にその一部が旗本水野氏の知行となり、その残りは1661年（寛文元年）より旗本伏見氏の知行となり[8]2氏による相給。旗本水野氏の知行分は、1704年（宝永元年）より一旦幕府領に戻る時期を経て、1706年（宝永3年）より旗本金本氏の知行となる[8]。なお、検地は1593年（文禄元年）、1599年（慶長4年）、1701年（元禄14年）にそれぞれ実施。
- 1728年（享保13年）：見沼が干拓され、村内に見沼代用水が開削。
- 1731年（享保16年）：見沼通船が開始、村内に半縄河岸[8]が設置される。
- 1828年（文政11年）より、大門宿寄場34か村組合に所属[8]。
- 幕末時点では足立郡風渡野村であった。明治初年の『旧高旧領取調帳』の記載によると、旗本金森内記の知行。鷲明神社領も存在した[10]。
- 1868年（慶応4年）6月19日 - 武蔵知県事・山田政則（忍藩士）の管轄となる。
- 1869年（明治2年）
  - 1月10日：山田政則知県事が宮原忠英に交代。
  - 1月13日：武蔵知県事・宮原忠英の管轄区域に大宮県を設置、同県の管轄となる。県庁は東京府馬喰町に置かれる。
  - 9月29日：県庁が浦和に置かれ、浦和県に改称。
  - 月日不明 - 社領が上知され、浦和県[10]の管轄となる。
  - 12月2日：旗本領が上知され、浦和県[10]の管轄となる（府藩県三治制も参照）。
- 1871年（明治4年）11月13日：第1次府県統合により、埼玉県の管轄となる。
- 1879年（明治12年）3月17日：郡区町村編制法の埼玉県での施行により、北足立郡の所属となる。
- 1889年（明治22年）
  - 4月1日：町村制施行により、北足立郡風渡野村が単独で自治体を形成[8]。大字はなし。大谷村、猿ヶ谷戸村、新堤村、東門前村、東宮下村、膝子村と大谷村外6ヶ村組合を結成し、組合役場を猿ヶ谷戸村に設置。
  - 6月1日：大谷村外6ヶ村組合が、同名の大谷村（現・上尾市）との同名回避のため、膝子村外6ヶ村組合に改称される。
- 1913年（大正2年）4月2日：膝子村外6ヶ村組合を解消し、7村の区域をもって七里村が発足[11]。同日風渡野村廃止。七里村の大字風渡野となる[8]。
- 1929年（昭和4年）11月17日：地内に総武鉄道（現・東武野田線）七里駅が開業する。
- 1955年（昭和30年）1月1日：指扇村・馬宮村・植水村・片柳村・七里村・春岡村が大宮市に編入合併され[11]、大宮市の大字となる。
- （時期不明）一部が東宮下に編入される。
- 1993年（平成5年）
  - 5月21日：一部を事業区域に含む風渡野南特定土地区画整理事業の都市計画決定が告示される[12]。
  - 5月28日：風渡野南特定土地区画整理事業の事業計画決定が告示される[12]。
- 2001年（平成13年）5月1日：浦和市・大宮市・与野市が合併し、さいたま市が発足。同市の大字となる。
- 2002年（平成14年）
  - 2月26日：一部を事業区域に含む七里駅北側特定土地区画整理事業の都市計画決定が告示される[12]。
  - 7月9日：七里駅北側特定土地区画整理事業の事業計画決定が告示される[12]。
- 2003年（平成15年）4月1日：さいたま市が政令指定都市に移行し、同市見沼区の大字となる。
- 2005年（平成17年）2月1日：地内に大宮東警察署が開設される。
- 2022年（令和4年）2月11日：前日に風渡野南特定土地区画整理事業の換地処分公告が行われた[12]ことに伴い、施行区域で町名地番変更が行われ、大字風渡野および大字東門前の各一部から風渡野一丁目・二丁目が成立[13]（大字風渡野の一部から風渡野一丁目が、大字風渡野および大字東門前の各一部から風渡野二丁目がそれぞれ成立[14][15]）。

## 世帯数と人口
2023年（令和5年）4月1日時点の世帯数と人口は、以下の通りである。
| 町丁・大字   | 世帯数   | 人口    |
| ------------ | -------- | ------- |
| 風渡野一丁目 | 107世帯  | 243人   |
| 風渡野二丁目 | 213世帯  | 454人   |
| 大字風渡野   | 1785世帯 | 3,552人 |
| 計           | 2105世帯 | 4249人  |

## 小・中学校の学区
市立小・中学校に通う場合、学区（校区）は以下のとおりとなる。
| 区域         | 区域 | 小学校                 | 中学校                 |
| ------------ | --- | ---------------------- | ---------------------- |
| 風渡野一丁目 | 風渡野一丁目 | さいたま市立蓮沼小学校 | さいたま市立春里中学校 |
| 風渡野二丁目 | | さいたま市立蓮沼小学校 | さいたま市立春里中学校 |
| 大字風渡野   | 1 - 16番地、17番地2 - 4、23 - 26番地、27番地2 35 - 35番地1、35番地3 - 43、44番地2 48番地2 - 4、48番地6 - 53番地                                | さいたま市立七里小学校 | さいたま市立七里中学校 |
| 大字風渡野   | 54番地 - 91番地1、92番地1、92番地8 92番地12 - 100番地、168番地 - 168番地1 171番地 - 200番地1、203番地5 203番地7 - 205番地1、291番地2、292番地2 | さいたま市立蓮沼小学校 | さいたま市立七里中学校 |
| 大字風渡野   | 1 - 53番地（上記を除く） | さいたま市立七里小学校 | さいたま市立春里中学校 |
| 大字風渡野   | 54番地以降（上記を除く） | さいたま市立蓮沼小学校 | さいたま市立春里中学校 |

## 交通

### 鉄道
大字風渡野の北西部を東武野田線（東武アーバンパークライン）が通り、七里駅がある。最寄り駅は、全域が七里駅である。

### 道路
地内に国道は通っていない。
- 埼玉県道2号さいたま春日部線（大宮岩槻線）
- 埼玉県道322号東門前蓮田線
- 大間木丸ヶ崎線
- 東大宮七里線（整備中）
- 七里駅南北自由通路（整備中）[注釈 1]

### 路線バス
- 国際興業バス
  - さいたま東営業所
    - 東大81：さいたま東営業所 - 神宮台入口 - 七里駅入口 - 深作中 - アーバンみらい - 丸ヶ崎火の見下 - 東大宮駅
    - 七里01：さいたま東営業所 - 神宮台入口 - 七里駅入口 - 深作中 - アーバンみらい
- 東武バスウエスト
  - 大宮営業事務所
    - 大50：大宮駅東口 - 堀の内 - 導守 - タムロン前 - 半縄橋 - 加倉 - 岩槻駅
    - 大50：大宮駅東口 - 堀の内 - 導守 - タムロン前 - 半縄橋 - 東宮下 - 宮下
    - 大50：大宮駅東口 - 堀の内 - 導守 - タムロン前 - 半縄橋 - 宮ヶ谷塔
- さいたま市見沼区コミュニティバス
- さぎ山ルート：大谷県営住宅 - 七里学校前 - 大谷中学校 - 大和田駅 - 見沼区役所 - 七里駅西 - 大谷県営住宅 - 片柳コミュニティセンター - 染谷南 - さぎ山記念公園（構内）
- 沖郷ルート：大谷県営住宅 - 七里学校前 - 大谷中学校 - 大和田駅 - 見沼区役所 - 七里駅西 - 大谷県営住宅 - 片柳コミュニティセンター - 染谷南 - 沖郷会館
  - いずれも国際興業バスさいたま東営業所が運行

## 地域

### 施設
風渡野一丁目
- 風の子公園
- 風渡野保育園

風渡野二丁目
- 風の子第二公園

大字風渡野
- さいたま市立蓮沼小学校 - 敷地の北部のみ。南部は大字蓮沼。
- 山崎公園（都市計画公園） - 敷地の北東部のみ。大部分は大字蓮沼。
- 七里自然の森
- 大宮風渡野郵便局
- 埼玉りそな銀行七里支店
- 大圓寺
- 埼玉県警察大宮東警察署
- 風渡野緑地公園
- 風渡野神社会館
- 風渡野第二自治会 わし山会館
- 天神社
- 介護老人保健施設ハートケア東大宮